# Chrysopa angustipennis
Chrysopa angustipennis är en insektsart som beskrevs av Stephens 1836. Chrysopa angustipennis ingår i släktet Chrysopa och familjen guldögonsländor. Inga underarter finns listade i Catalogue of Life.